# Van Agt Casanova
Van Agt Casanova is een lied van Paul Tornado uit 1977. Dit is de enige single die punkartiest Paul Tornado ooit heeft uitgebracht. Het nummer geldt tevens als het eerste Nederlandstalige punksingle dat uitkwam. De single werd uitgegeven door het Nederlandse punklabel 1000 Idioten. Op de B-kant van deze single staat Ik wil jou zijn (mijn idool).
Van Agt Casanova werd vaak gedraaid op de VPRO-radio. Ook werd het nummer ten gehore gebracht in het VARA-televisieprogramma Wonderland dat in 1977 een thema-uitzending aan het opkomend fenomeen punk wijdde.
Het nummer heet naar de toenmalige minister van Justitie Dries Van Agt (CDA) die in het coalitiekabinet-Den Uyl de reputatie van zedenmeester had. Het nummer gaat over Van Agts besluit om vertoning van hardcore-pornofilms alleen nog aan bioscopen met maximaal 50 zitplaatsen toe te staan. Hierover zingt hij dan ook: “seks wordt obscuurder, neuken kost geld”.
Van Agt Casanova staat ook op het in 1996 door platenmaatschappij Epitaph Records uitgegeven Nederpunk-compilatiealbum I'm sure we're gonna make it. Ook staat het op het 1000 Idioten-compilatiealbum First Idiot. Hier staat tevens Ik wil jou zijn op.

## Bron
- 1000 idioten in Twenthe; Rattenkwaad deel 1, sectie 2, op de website Nederpunk van Kees Smit (gearchiveerde versie bij het Internet Archive).